# Gogołowice (Lubin)
Pour les articles homonymes, voir Gogołowice.
Gogołowice est une localité polonaise de la gmina et du powiat de Lubin en voïvodie de Basse-Silésie.